# Bonitarisches Eigentum
Bonitarisches Eigentum bezeichnete im römischen Geschäftsverkehr eine abgeschwächte Rechtsposition, die dem Erwerber einer res mancipi eingeräumt wurde, obgleich der Übertragungsvorgang nicht den Erfordernissen einer formell-rituellen Übereignung entsprach. Statt der für bestimmte Sachen notwendigen Eigentumsübertragung durch mancipatio beziehungsweise in iure cessio, lag dem Geschäft häufig lediglich eine formlose traditio ex iusta causa zugrunde. Auf Erwerberseite konnte mit Abschluss der Übertragung kein quiritisches Eigentum eintreten, das unter römischen Bürgern als absolutes und damit vollwertiges Eigentum galt.

## Begriff und Rechtswirkung
Der Begriff des bonitarischen Eigentums geht auf die moderne Lehre zurück. Gaius beschrieb in seinem Hauptwerk, den Institutionen, die Voraussetzungen und Grundsätze für eine Eigentumsübertragung, wonach für den Kauf von res mancipi ein Übereignungsritual notwendig war. Ersetzt konnte es nur durch den Übertragungsvorgang der in iure cessio werden, wobei diese einen – bei den Römern beliebten – Scheinprozess als Übereignungsritual für alle Sachen forderte. Erst später genügten geringere Anforderungen an den Übertragungsakt, weshalb sich dann auch die formlose traditio ex iusta causa etablieren konnte. Sie verlangte dann die Übereignung durch Übergabe aufgrund eines anerkannten Rechtsgrunds.
Den Begriff des bonitarischen Eigentums, durch den „minderwertiges Eigentum“ repräsentiert wurde, umgingen die Juristen des kaiserzeitlichen klassischen Rechts, indem sie Bezeichnungen wie „Besitzstandshaltung“ (in bonis habere) bevorzugten, oder von einer „Doppeldomäne“ sprachen.
Der bonitarische Eigentümer war in seinen Befugnissen dem zivilen Eigentümer nahezu gleichgestellt, er genoss den vollen Eigentumsschutz des Prätors, allerdings verteidigte er sein Recht bei Verlust der Sache im Gegensatz zu einem quiritischen Eigentümer nicht mit der rei vindicatio, sondern mit der honorarischen actio Publiciana. Die rei vindicatio findet im deutschen Recht ihr Pendant im § 985 BGB, die actio Publicania im § 1007 BGB (Schutz des Ersitzungsbesitzes oder auch des Eigentums bei Übereignung des Berechtigten in Form der traditio).
Wurde der bonitarische Eigentümer einer Sache vom quiritischen Eigentümer mit der rei vindicatio auf Herausgabe der Sache – hilfsweise Geldersatz – verklagt, konnte er sich mit der exceptio doli verteidigen. Er obsiegte, sofern er an der Sache vom quiritischen Eigentümer oder einem Verfügungsbefugten aufgrund einer iusta causa, einem wirksamen Grund für einen Eigentumsübergang, fehlerfreien Besitz erhalten hatte.
Mit Ablauf der Ersitzungszeit (usucapio) erwarb der bonitarische Eigentümer binnen einem Jahr oder auch zwei Jahren ziviles (quiritisches) Eigentum, zeitlich unterschieden danach, ob es sich um mobile Gegenstände oder Grundstücke handelte. Ab diesem Zeitpunkt stand auch ihm die rei vindicatio offen.